# American LaFrance

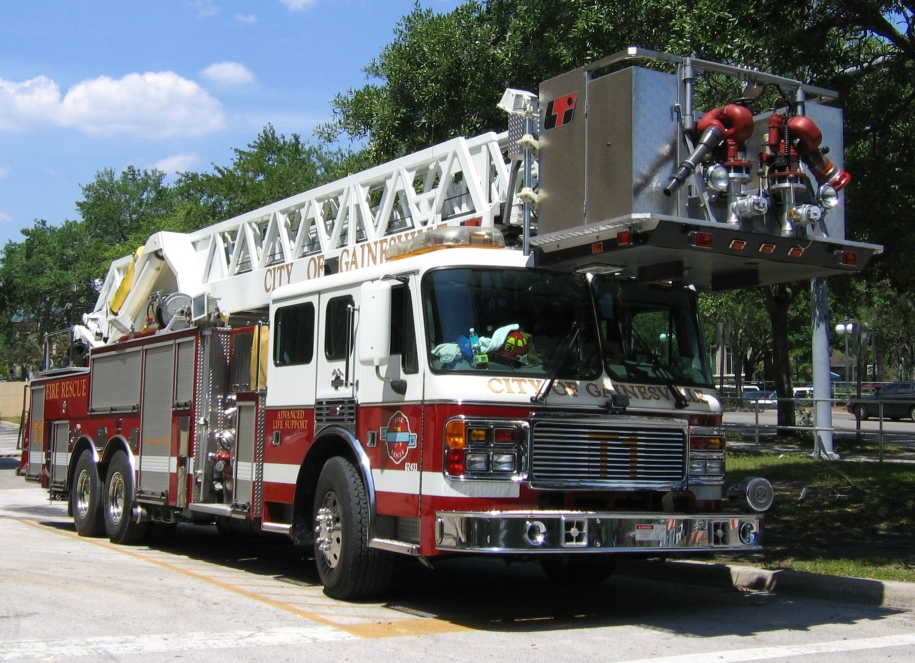
Een ALF-brandweerwagen

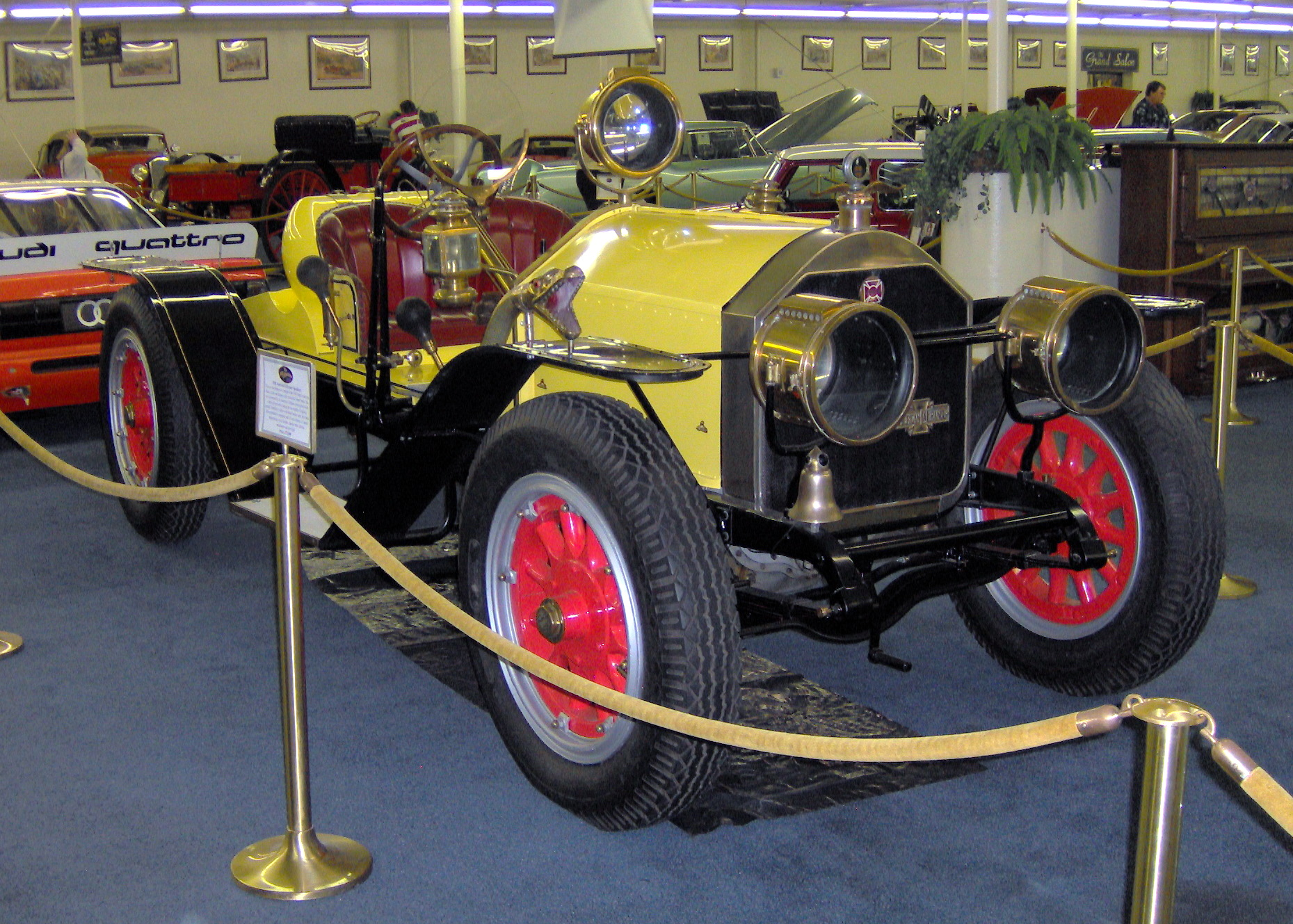
ALF-Speedster

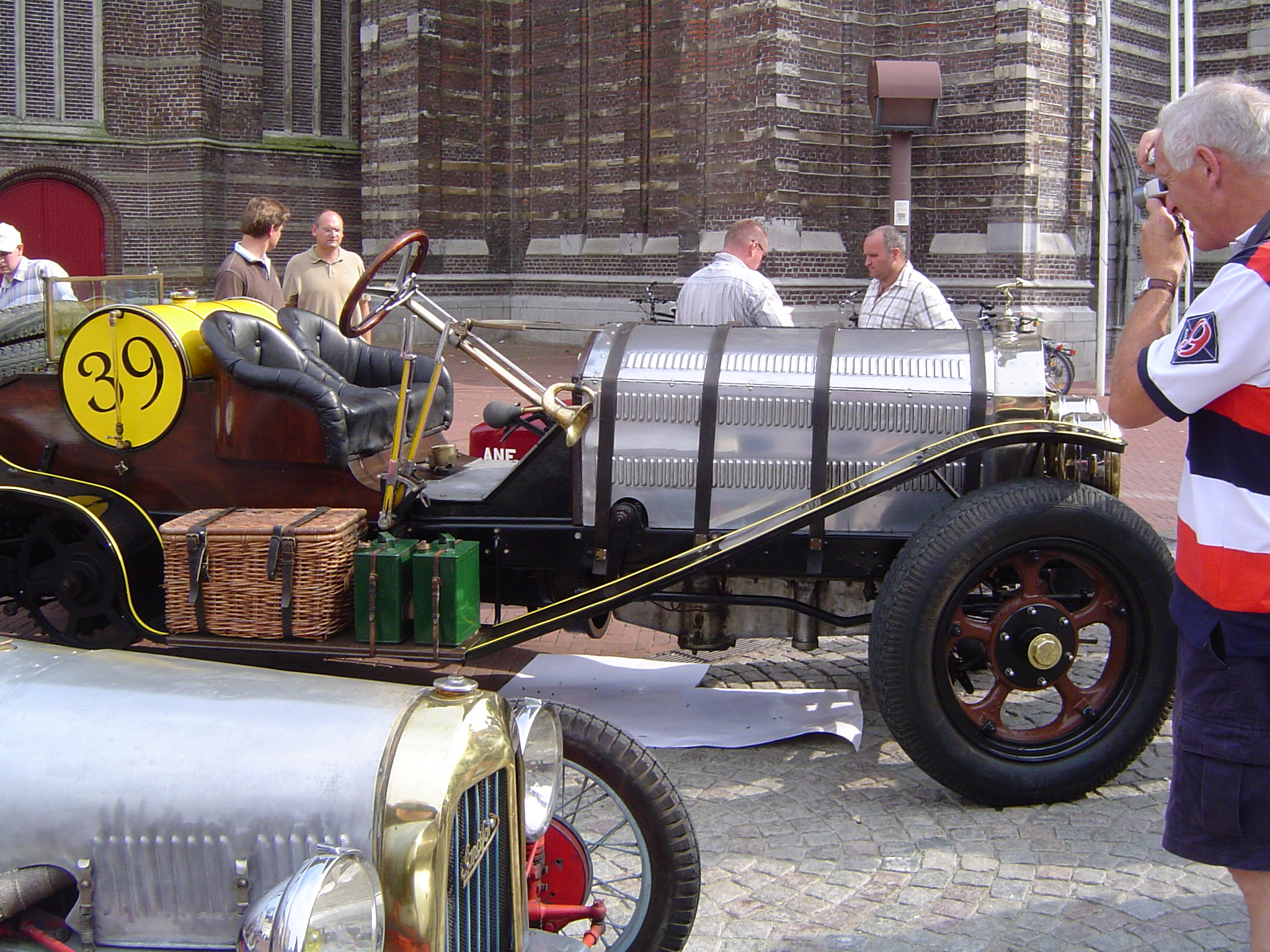
American LaFrance 14,5 Litre Speedster uit 1927. In het achterspatbord is nog juist het rechter kettingtandwiel zichtbaar.

American LaFrance is een Amerikaans brandweerwagen-bedrijf.

## Geschiedenis
In 1903 richtte Truckson LaFrance, een nazaat van een naar Amerika geëmigreerde Franse hugenoot, het bedrijf American LaFrance op. De eerste ALF-brandweerwagens werden door paarden voortgetrokken. In 1910 verscheen de eerste ALF met een Simplex-benzinemotor. Bij een demonstratie, wanneer de wagen beladen was met slangen en brandweerlieden, haalde het voertuig een indrukwekkende snelheid van 80 km/uur. In 1910 begon American LaFrance met de bouw van zijn eigen motoren. Het jaar daarop verscheen de eerste sportwagen, die was gebouwd op het ingekorte chassis van een brandweerwagen. De enige echt ALF-racewagen staat tegenwoordig in een museum in de buurt van Cleveland. Toch werden in de loop van de tijd nog verschillende ALF-brandweerwagens omgebouwd tot racewagen. Dit was namelijk een goedkope manier om aan een snelle en betrouwbare sportwagen te komen. De brandweerwagens waren doorgaans goed onderhouden, hadden weinig gereden en kostten weinig. In 1911 was de cardanas al lang geen nieuwtje meer, maar vooral fabrikanten van auto's met grote en sterke motoren gaven toen toch nog de voorkeur aan een aandrijving met kettingen en zo ook American LaFrance. Door het veranderen van tandwielen kon de auto eenvoudig worden aangepast voor het gebruik op de openbare weg of het circuit.

## Handleiding
Een ALF was niet gemakkelijk te berijden, maar stuurde relatief licht. Daarentegen vereiste het remmen veel spierkracht, omdat alleen de achterwielen van remtrommels waren voorzien. Voor het schakelen van de ongesynchroniseerde driebak was ervaring een absolute vereiste en het starten van de motor was een omslachtige procedure. Eerst moest met een handpomp druk worden opgebouwd in de benzinetank, vervolgens werd de ontsteking op 'laat' gezet en de choke uitgetrokken. Na het openen van de motorkap moest met een oliespuitje benzine in de cilinders worden gegoten. De startbobine werd vervolgens ingeschakeld en de decompressieknop uitgetrokken, waarna de motor kon worden aangeslingerd. Als de motor eenmaal liep, moesten de verschillende knopjes en hendeltjes weer in hun oorspronkelijke stand worden teruggezet. De viercilinder leverde 100 pk bij 2000 tpm. Door het enorme koppel kon gemakkelijk in tweede of derde versnelling worden weggereden.